# Ectophasia axillaris
Ectophasia axillaris là một loài ruồi trong họ Tachinidae.